# Ковтун, Михаил Фотиевич
Михаил Фотиевич Ковтун (13 марта 1937, Германовка, Киевская область — 9 октября 2020, Киев) — советский и украинский зоолог, морфолог, доктор биологических наук, профессор.

## Биография
Родился 13 марта 1937 года в селе Германовка.
В 1954 году окончил школу, после чего поступил в техническое училище. Через год получает специальность слесаря-сборщика 5 разряда и начинает трудовую деятельность на авиазаводе, в это же время учился в машиностроительном техникуме на вечернем отделении. Со временем пришло понимание, что техническое направление не его призвание. И после службы в армии в 1959 году поступает на первый курс Киевского медицинского института имени А. А. Богомольца, который оканчивает в 1964 году.
Через два года по приглашению своего бывшего преподавателя по анатомии Агаркова Георгия Борисовича, который на тот момент перешел на работу в Институт зоологии, поступает к нему в аспирантуру. В 1969 году защищает диссертацию кандидата биологических наук «Особенности иннервации и морфо-функциональный анализ мышц плеча, действующих на локтевой сустав некоторых млекопитающих». По рекомендации академика Владимира Григорьевича Касьяненко получает должность младшего научного сотрудника в Институте зоологии. В 1971 году занимает должность старшего научного сотрудника.
Диссертацию доктора биологических наук «Сравнительная морфология и эволюция органов локомоции рукокрылых» защищает в 1981 году. Создает лабораторию по исследованию морфологии органов и систем представителей отряда рукокрылых. В 1984 году становится заведующим отделом Эволюционной морфологии, которую возглавлял до 2013 года. Звание профессора получил в 1994 году.
Умер 9 октября 2020 года в Киеве. Похоронен на Байковом кладбище.

## Научная деятельность
Область научных интересов: сравнительная и эволюционная морфология, эмбриология, теория эволюции, проблемы онтогенеза и филогенеза.
В результате исследований органов и систем представителей отряда рукокрылых, М. Ф. Ковтун предложил концепцию происхождения и эволюции этой уникальной группы млекопитающих; предложено новое направление морфо-зоологических исследований. В частности М. Ф. Ковтун основал и развивает уникальное направление морфологической науки в Институте зоологии имени И. И. Шмальгаузена НАН Украины, которое состоит в тесной интеграции сравнительной морфологии с зоологией. Идеи и следствия поисков в этом направлении обобщено в двух монографиях: «Аппарат морфологии рукокрылых» (1973) и «Строение и эволюция органов локомоции рукокрылых» (1984). В этих работах обоснована и реализована идея объединения морфологии с широким спектром зоологических вопросов: систематики, филогении, экологии, эволюции.
Сформулировано оригинальную теорию происхождения отряда рукокрылых от общего корня с приматами, смоделировано весь путь исторического развития группы. Предложено оригинальную концепцию эволюции крыла путем адаптивных перестроек ходячей конечности насекомоядного предка; концепцию возникновения и эволюции полета.
Под руководством Михаила Фотиевича Ковтуна в Институте зоологии в 1986 году было основано новое направление исследований конкретных эмбриогенезов и органогенезов позвоночных. Результаты этих исследований обобщены в ряде публикаций и двух монографиях («эмбриональное развитие черепа и вопросы эволюции рукокрылых» 1994, «Рост и развитие конечностей рукокрылых» 1999). В 1997 году за цикл работ по морфологии и эволюции рукокрылых М. Ф. Ковтуну присуждена премия им. И. И. Шмальгаузена НАН Украины.
М. Ф. Ковтун являлся автором более 170 научных публикаций, в том числе 8 монографий, пособия и учебники по Сравнительной анатомии. Подготовил 17 кандидатов и 2 докторов биологических наук.